# 김명규 (축구 선수)
김명규(한국 한자: 金明奎, 1990년 8월 9일 ~ )는 전 대한민국의 축구 선수이며, 포지션은 수비수이였다.